# Bloatware
Bloatware (van het Engelse bloated of opgeblazen) verwijst naar software waarin ongewenste, nutteloze of onnodig grote softwarecomponenten aanwezig zijn. De term wordt meestal met een negatieve bijbetekenis gebruikt door eindgebruikers.

## Beschrijving
Het ontwikkelen van software in de jaren 70 en 80 van de twintigste eeuw moest vele malen efficiënter gebeuren vanwege de zeer beperkte hoeveelheid werkgeheugen en opslagruimte in de hardware van die tijd. Deze situatie veranderde tijdens de jaren 00 van de eenentwintigste eeuw, toen bronnen zoals schijfruimte steeds groter en goedkoper werden. Ook de ontwikkelteams werden groter en men legde de nadruk steeds vaker op het toevoegen van nieuwe functies, in plaats van het optimaliseren van huidige programmacode. Dit laatste werd steeds minder belangrijk met de jaarlijks toenemende snelheid van computers.
Een andere oorzaak van bloatware zijn de vele standaarden en producten die op de markt verschenen. Het werd gebruikelijk om een softwarepakket met deze standaarden en bestandsformaten te laten samenwerken, ook om mee te kunnen concurreren in de markt, zodat implementatie van extra componenten noodzakelijk werd. In 2022 zijn er meer besturingssystemen, browsers en opslagformaten dan er in de jaren 70 waren. In die tijd was het voldoende om een bestand in tekstformaat op te slaan, waar er tegenwoordig een handvol verschillende formaten zijn.
Ondanks dat het merendeel van de gebruikers ongeveer een vijfde van alle softwarefuncties gebruikt, verschillen de gebruikte functies wel per gebruiker.

### Bloatware
De term bloatware kan worden gebruikt voor software die met elke nieuwe versie steeds groter is geworden, en als mogelijk gevolg daarvan inefficiënt en traag. De term wordt ook gebruikt voor ongewenste software die ongevraagd wordt geïnstalleerd op het systeem van de gebruiker, en die mogelijk privacy- en veiligheidsproblemen kunnen geven. Al deze componenten nemen schijfruimte in, ongebruikte processen vragen verwerkingstijd van de processor, wat zorgt voor verlies en inefficiëntie van computerbronnen.

## Voorbeelden
Apples iTunes startte als eenvoudige muziekspeler en groeide in de loop der jaren uit tot een online muziekwinkel en mediaspeler van films, audioboeken en podcasts, en een beheerprogramma voor e-books en Apples mobiele apparaten. In 2019 werd iTunes opgedeeld in aparte toepassingen voor muziek, podcasts en tv-apps. Het beheer van een iOS-apparaat is geïntegreerd in de Finder.
De snel toegenomen systeemeisen van Microsoft Windows zorgde eveneens voor kritiek, specifiek Windows Vista uit 2007, dat volgens critici trager en onnodig groot zou zijn dan vorige Windows-versies. Microsoft bracht in 2009 met Windows 7 een afgeslankte versie uit, waarin men vele componenten gestroomlijnder en efficiënter liet werken. Met Windows 10 voegde Microsoft meerdere vooraf geïnstalleerde Store-apps toe, die vaak niet op reguliere wijze verwijderd kunnen worden.
Andere software die wordt genoemd als bloatware zijn:
- CCleaner en andere pc-schoonmaaksoftware
- Flash Player
- Java Runtime Environment
- QuickTime
- RealPlayer
- Silverlight
- μTorrent
- Voorgeïnstalleerde software van computer- en laptopfabrikanten
- Werkbalken voor browsers
- WinRAR